# Paul Stanley

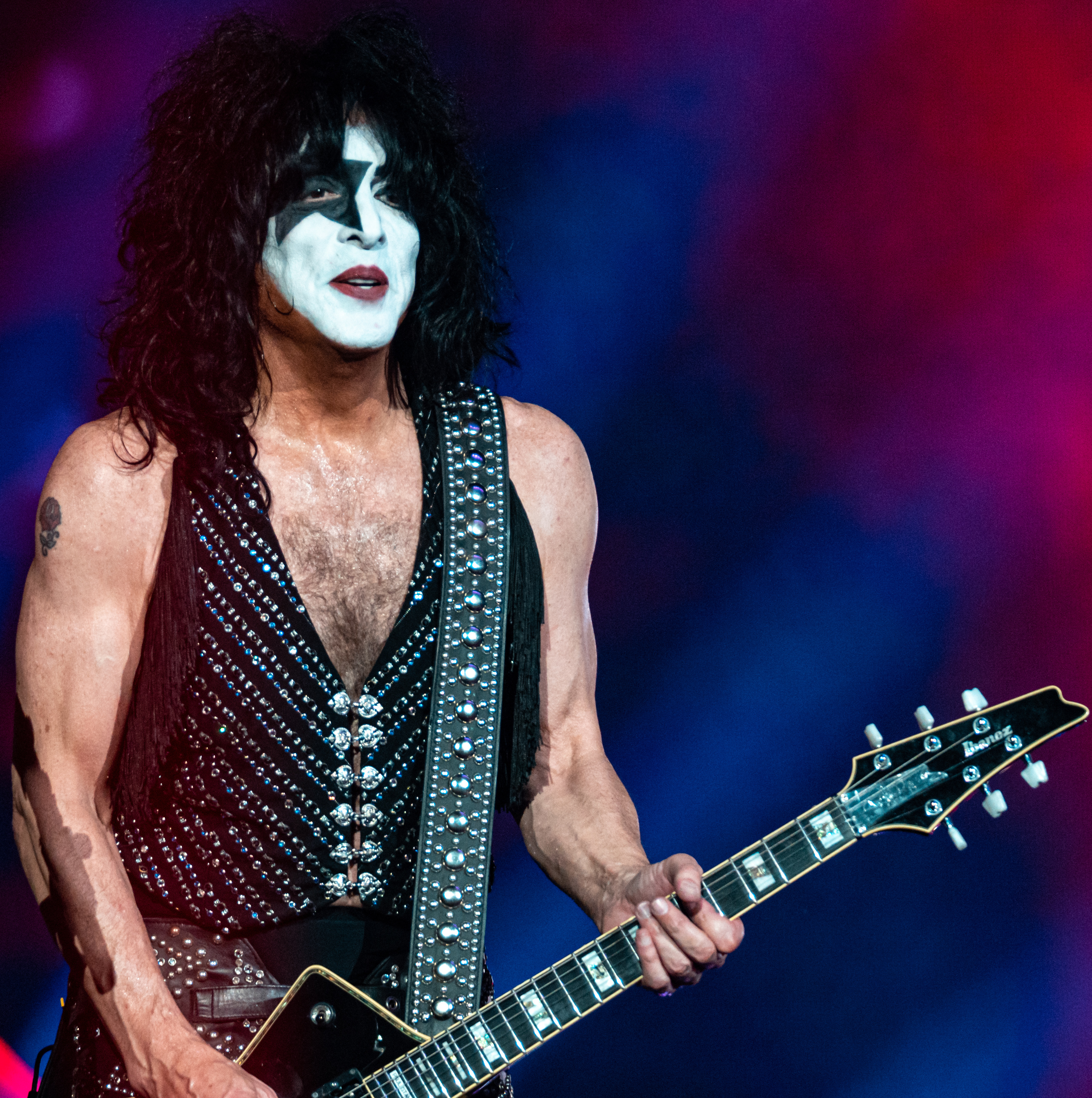
Paul Stanley bei einem Kiss-Konzert (2019)

Paul Stanley Starchild Logo

Paul Stanley (* 20. Januar 1952 in Manhattan, New York, eigentlich Stanley Bert Eisen) ist ein US-amerikanischer Gitarrist, Sänger und Musikproduzent. Er ist Rhythmusgitarrist, Sänger und Gründungsmitglied der Rockband Kiss.

## Kindheit und Jugend
Stanleys Mutter Eva wurde 1923 in Berlin geboren, sein Vater William wurde 1920 geboren und stammte aus Polen. 1933 ließen seine Großeltern und seine Mutter alles Hab und Gut zurück und flohen von Berlin nach Amsterdam. „Das hat ihnen das Leben gerettet. Die Flucht ging weiter, und schließlich landeten sie in New York, wo ich zur Welt kam.“ Stanley hat eine zwei Jahre ältere Schwester, Julia. Er besuchte die Highschool „Music & Art“ und verdiente sich das Geld für Gitarrenstunden durch Taxifahren in New York. Gerne wäre er Anthropologe geworden, doch der Wunsch, Musik zu machen, war größer.
Aufgrund einer Fehlbildung des Ohres (Mikrotie °III) ist Stanley seit seiner Geburt auf dem rechten Ohr taub, er kann auf diesem Ohr nur über Knochenleitung hören.

## Karriere

### Anfänge

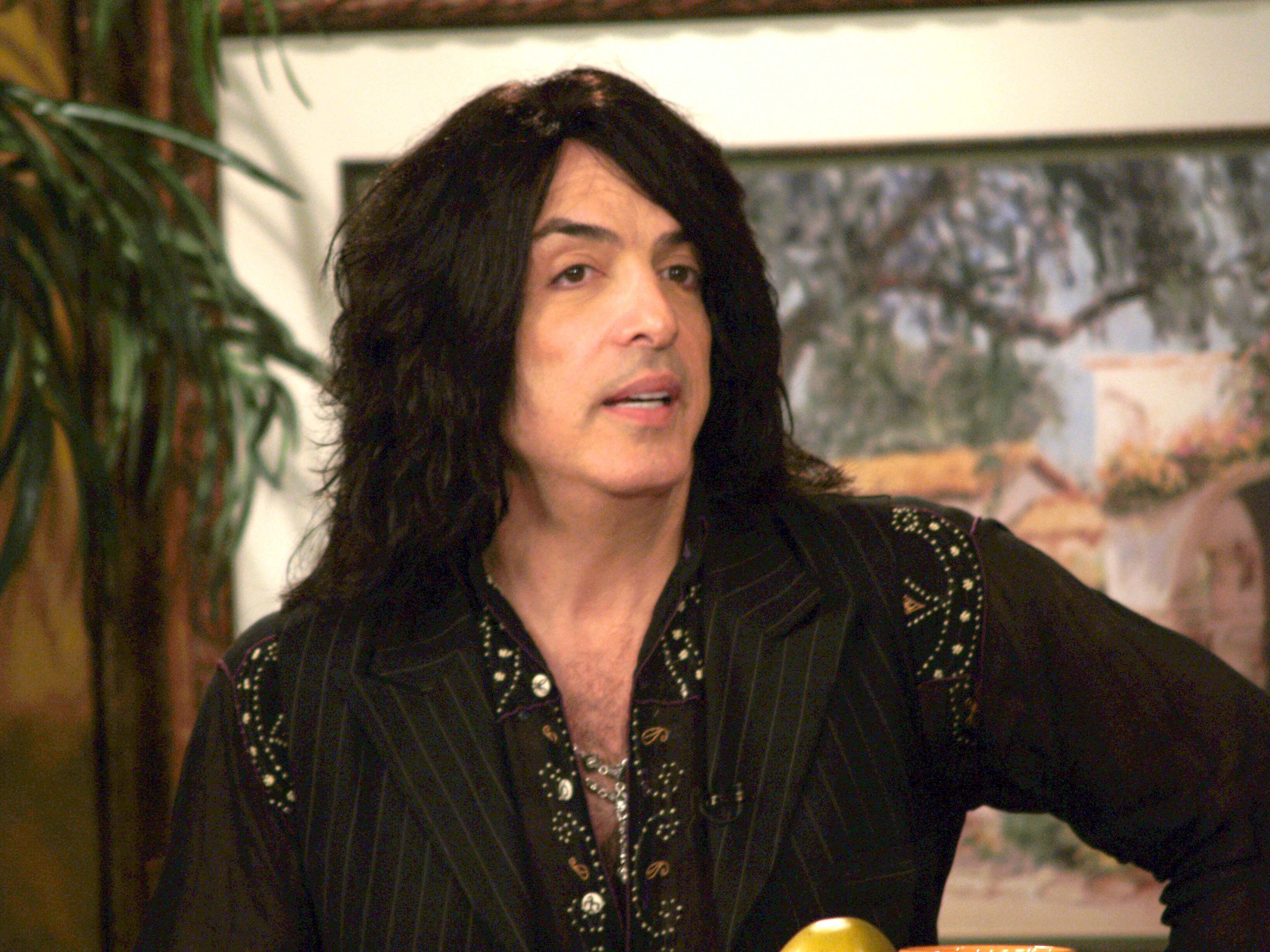
Paul Stanley in San Diego, Kalifornien (2007)

Vor Kiss spielte Stanley zunächst in lokalen Bands wie Uncle Joe, Post War Baby Boom und Rainbow. Zu letztgenannter stieß später auch Eugene Klein, der sich später Gene Simmons nannte. Alsbald änderte die Gruppe ihren Namen in Wicked Lester. Mit dieser nahm Stanley ein Album auf, das jedoch nie zur Veröffentlichung kam.

### Kiss
Nachdem sich Stanley und Simmons mit ihrer Vision von einer glamourösen Rock-’n’-Roll-Band nicht durchsetzen konnten, lösten sie Wicked Lester auf und suchten nach Mitstreitern für eine Band, die Maßstäbe in Sachen Theatralik im Rockbusiness setzen sollte. Sie holten den Drummer George Criscuola (später Peter Criss) mit ins Boot und nannten sich fortan Kiss. Nach einiger Zeit schrieben sie die Stelle eines Leadgitarristen aus, und so fand Paul Daniel Frehley (später Ace Frehley) den Weg in die Band. Im Februar 1974 brachten Kiss ihr erstes Album auf den Markt.
Paul Stanley ist neben Gene Simmons das einzige Bandmitglied von Kiss, das seit der Gründung der Band ununterbrochen dabei ist.
2014 wurde Stanley gemeinsam mit den übrigen Gründungsmitgliedern der Band Kiss in die Rock and Roll Hall of Fame aufgenommen. Am 8. April desselben Jahres erschien seine Autobiografie Hinter der Maske (im Original: Face the Music: A Life Exposed).

### Künstlername
Nicht nur aus Marketinggründen hatte Stanley die Idee seinen Namen zu ändern, sondern auch, weil er seinen Geburtsnamen immer gehasst hatte. Inspiriert von Paul McCartney und Paul Rodgers, gab er sich den Namen Paul Stanley.
Stanleys Persona bei Kiss ist „the Starchild“, das einen Stern über seinem rechten Auge trägt. Für eine kurze Zeit probierte Stanley eine neue Figur aus, „the Bandit“, mit einer Maske im Stil von „Lone Ranger“ und einem Make-up-Muster. Dieses Make-up-Muster wurde bei einigen Shows und Fotoshootings in den Jahren 1973–74 verwendet, bei denen er teilweise mit beiden Mustern in der gleichen Session fotografiert wurde. „Ich habe sogar versucht, mein Gesicht ganz rot anzumalen“, gab er zu. „Ich sah aus wie eine langhaarige Tomate! Bevor ich mich für den Stern entschied, malte ich einfach einen schwarzen Ring um mein Auge... Jeder von uns trägt etwas, das widerspiegelt, wer er ist. Ich habe Sterne immer geliebt und mich immer mit ihnen identifiziert – als es also an der Zeit war, mir etwas ins Gesicht zu malen, wusste ich, dass es ein Stern sein würde.“

### Solo-Karriere
1978 erschien sein erstes Soloalbum Paul Stanley, das er auch produzierte. Ein Jahr später arbeitete er erstmals außerhalb von Kiss als Produzent und zeichnete für das Debütalbum von New England verantwortlich.
Wie auch Gene Simmons bemühte sich Paul Stanley um diverse Projekte neben Kiss und hatte so sein Debüt auf der Bühne als „Phantom der Oper“, er verkörperte die Rolle jedoch nur in Toronto.
Im Oktober 2006 erschien sein zweites Soloalbum Live to Win. Der Titelsong dieses Albums wurde in der Southpark-Episode Make love not Warcraft verwendet.
Im April 2008 wurde das Duett I Will Be With You von Paul Stanley und Sarah Brightman aus Brightmans neuem Album Symphony veröffentlicht.
Im Oktober 2008 kam seine Solo-DVD One Live Kiss auf den Markt; ein Live-Konzert mit seiner eigenen Band, aufgenommen am 6. November 2006 im House Of Blues in Chicago. Gespielt wurden Songs aus seinen Soloalben sowie alte Kiss-Songs.
Stanley, der mittlerweile Probleme mit seiner Stimme hat, unterzog sich im Oktober 2011 einer Stimmband-Operation.
Paul Stanley hatte 2016 zusammen mit Gene Simmons einen Cameo-Auftritt in der US-amerikanischen Filmkomödie Why Him?, in der sie in einer Szene unter anderem das Lied I Was Made for Lovin’ You singen.
Im Jahr 2015 gründete Stanley das Soul-Projekt Soul Station.
Stanley war außerdem Miteigentümer des Arena-Football-Teams LA Kiss, das 2014 in seine erste Saison startete. Nach der Saison 2016 wurde das Team aufgelöst.

## Privates
Stanley war von 1992 bis 2001 mit Pamela Bowen verheiratet und hat mit ihr einen Sohn, Evan Shane (* 6. Juni 1994).
Am 19. November 2005 heiratete Paul Stanley seine Lebensgefährtin, die Anwältin Erin Sutton, im Ritz Carlton Hotel in Pasadena, Kalifornien. Am 6. September 2006 wurde der gemeinsame Sohn Colin Michael und am 28. Januar 2009 Tochter Sarah Brianna geboren. Im Februar 2011 gaben Stanley und seine Frau bekannt, dass sie erneut Nachwuchs erwarten. Das Kind, Emily Grace, kam am 9. August 2011 zur Welt.

## Trivia
Im Jahr 2023 startete Workday, ein US-amerikanischer Anbieter von Cloud-basierter Computersoftware, eine „Rockstar“–Werbekampagne, in der neben anderen bekannten Personen aus der Rockmusik auch Paul Stanley in verschiedenen Spots auftritt.

## Diskografie
Alben
- 1978: Paul Stanley
- 2006: Live to Win
- 2021: Now and Then (als Paul Stanley’s Soul Station)

Singles
- 1978: Hold Me, Touch Me

## Auszeichnungen für Musikverkäufe
| Goldene Schallplatte - Kanada - 1978: für das Album Paul Stanley |

Anmerkung: Auszeichnungen in Ländern aus den Charttabellen bzw. Chartboxen sind in ebendiesen zu finden.
| Land/RegionAuszeichnungen für Musikverkäufe (Land/Region, Auszeichnungen, Verkäufe, Quellen) | Gold  | Platin  | Verkäufe  | Quellen         |
| -------------------------------------------------------------------------------------------- | ----- | ------- | --------- | --------------- |
| Kanada (MC)                                                                                  | Gold1 | —       | 50.000    | musiccanada.com |
| Vereinigte Staaten (RIAA)                                                                    | —     | Platin1 | 1.000.000 | riaa.com        |
| Insgesamt                                                                                    | Gold1 | Platin1 |           |                 |